# マルコ・デヴィッチ
マルコ・デヴィッチ（ウクライナ語: Марко Девiч, セルビア語: Марко Девић, ラテン文字表記: Marko Dević, 1983年10月27日 - ）は、ユーゴスラビア（現セルビア）・ベオグラード出身の元ウクライナ代表サッカー選手。現役時代のポジションはFW。

## 経歴
ベオグラードで生まれ、現セルビアの複数のクラブでキャリアを積んだ。2005年、ウクライナのFCヴォリン・ルーツィクに移籍した。翌年、FCメタリスト・ハルキウに移籍した。2007-2008シーズンには27試合で19ゴールを決め、得点王に輝いた。2012年夏、FCシャフタール・ドネツクへ移籍したが、2013年2月でメタリストに復帰した。
2014年2月27日、ロシア・プレミアリーグのFCルビン・カザンに移籍した。2015年、カタール2部のアル・ラーヤンSCにレンタル移籍した。18試合出場で11得点の成績を残し、カタール・スターズリーグ昇格に貢献した。
2017年1月17日、FCロストフへ1年半の契約で移籍したが、6か月で退団した。
2017年8月7日、リヒテンシュタインのFCファドゥーツへ移籍した。

## 代表歴
ウクライナ代表として2008年11月19日、デビューを果たした。2011年2月9日、スウェーデン代表戦で初ゴールを記録した。
2013年10月15日のワールドカップ予選、サンマリノ戦でハットトリックを達成した。

## タイトル

### クラブ
シャフタール
- ウクライナ・プレミアリーグ : 2012-13
- ウクライナ・カップ : 2012-13
- ウクライナ・スーパーカップ : 2012

ファドゥーツ
- リヒテンシュタイン・カップ : 2017-18

### 個人
- ウクライナ・プレミアリーグ得点王 : 2007-08（19得点）